# 勝村建設
勝村建設株式会社（かつむらけんせつ、Katsumura Construction）は、かつて存在した公共住宅、学校などの建築中心で首都圏を地盤としていた中堅ゼネコン。道路基礎工事に特殊技術を持っていた。2009年10月31日を以てエム・テック（さいたま市浦和区）に吸収合併された。

## 概要
1947年2月設立、1961年10月東京証券取引所に上場（株価コード1817）、2005年9月に民事再生手続開始の申立てを決議、2005年10月30日をもって上場廃止。2006年7月18日に夢真ホールディングス（株価コード2362、ヘラクレス）が勝村建設をスポンサードし、完全子会社化した。しかし、夢真ホールディングスはわずか8か月後の2007年3月末日に勝村建設の全株を売却すると発表し、同日にさくらグローバルマネジメント（非上場、ファンド事業）に売却した。勝村建設は新体制を発表し、代表取締役に元HSBCのMDである山田一二が就任し、建設に金融（ファンド）を取り入れた新たな試みが始まった。
2007年9月、さくらグローバルマネージメントは、米国ファンドのD.B.Zwirnに勝村建設の株式100％を売却した。D.B.Zファンドは51億ドル以上の運用をおこなっている世界的規模のファンド。

## 1度目の民事再生手続
暴力団を使って談合操作に応じない競合企業を脅しをかけたり嫌がらせをしてきたという東京都水道局発注工事の談合事件が公になると、国、地方公共団体から指名停止が相次ぎ（約420件）、資金繰りが悪化、メインバンクである東京三菱銀行からの金融支援（優先株式の引受による増資）も困難となり自主再建を断念、2005年9月29日東京地方裁判所に民事再生法の適用を申請した。負債316億円。
鶯谷駅近くの本社ビル（自社ビル）も、そのしばらく後から取り壊す工事が行われた。
尚、東京証券取引所第一部上場ゼネコンの倒産は、同社以降は、2007年9月の、みらい建設工業等のみらい建設グループ（グループ4社で負債は約600億円）まで、ほぼ2年間無かった。

## 2度目の民事再生手続
2008年10月30日、株式会社エフ・イー・シーで5億円の回収不能債権が発生した他、複数の不良債権が発生した。10月31日付の決済が不能となった為、同日を以て営業活動を中止する旨がHPに記載された。
2008年11月12日、東京地方裁判所へ民事再生法の適用を申請（17日に再生手続開始決定）。2009年1月31日、株式会社エム・テック（さいたま市）がスポンサーになると発表、3月25日に東京地方裁判所が民事再生計画を認可（4月24日に確定）。2009年10月31日を以てエム・テックヘ吸収合併され、1918年創業から91年で歴史に幕を下ろした。
勝村建設を吸収合併したエム・テック自体も、2018年に指名停止処分を相次いで受けたことから業績が悪化し、2018年11月20日に東京地方裁判所から破産手続開始決定を受けた。

## その他
- 勝村建設は東京辰巳国際水泳場を始めとするプールの建設に実績があり、社長の勝村幾之介は日本水泳連盟の理事長も一時期務めていた。また、辰巳で毎年開かれている日本選手権(25m)水泳競技大会は2006年まで「日本短水路選手権勝村幾之介記念水泳競技大会」の大会名だった。